# Ají de racacha
El ají de racacha es un plato tradicional de la gastronomía boliviana. Su preparación se basa en la combinación de dos ingredientes principales: el ají en vaina picante y racacha. Esta preparación se acompaña con papas blancas, tunta y chuleta de cerdo.
La Alcaldía Municipal de Coroico declaró como "Vianda típica de la región" al ají de racacha acompañado de chuleta o conejo frito, este es acompañado de jugo de yacón.

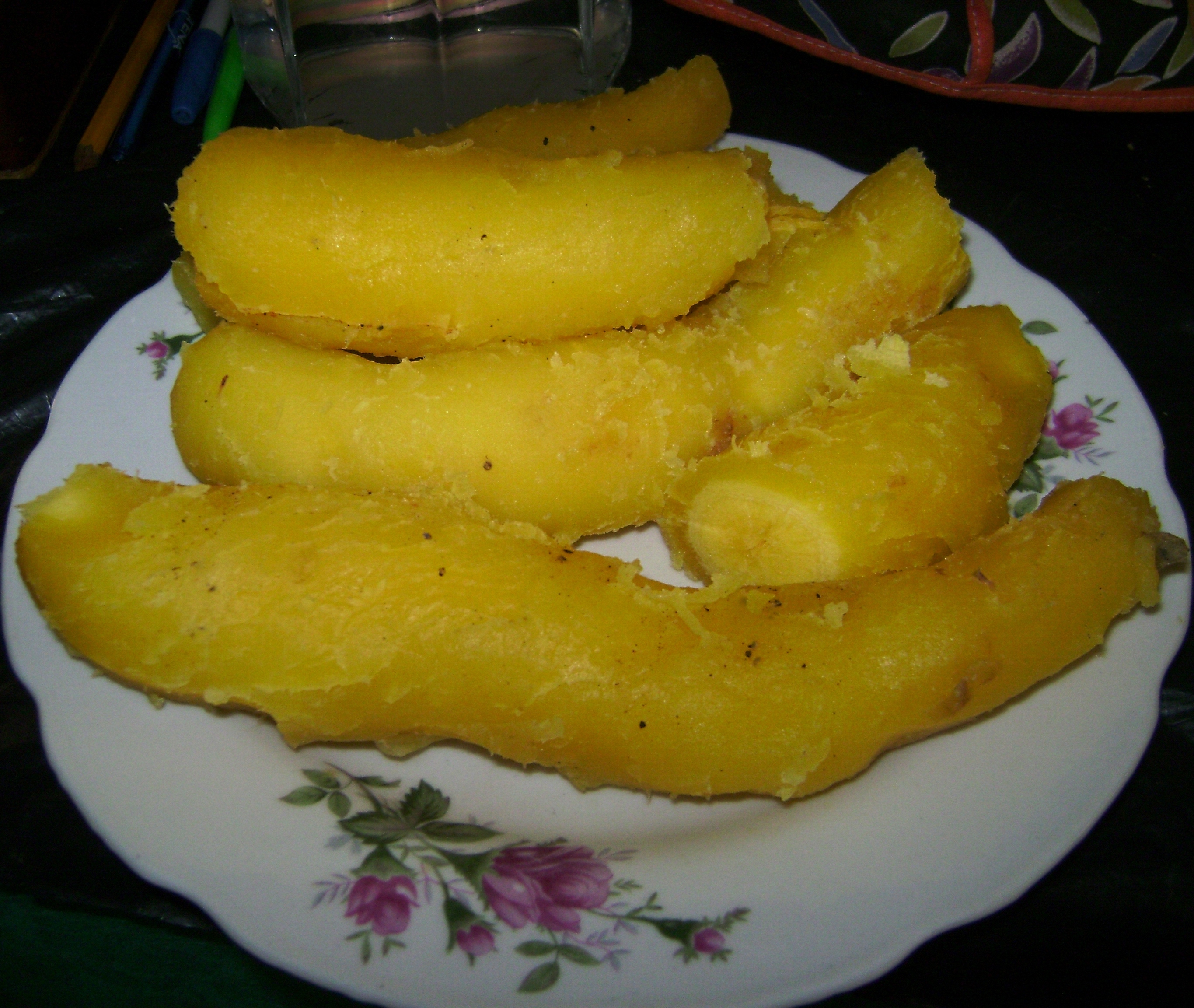
Racacha cocida, ingrediente del ají.